# Bwalya Stanley Kasonde Chiti

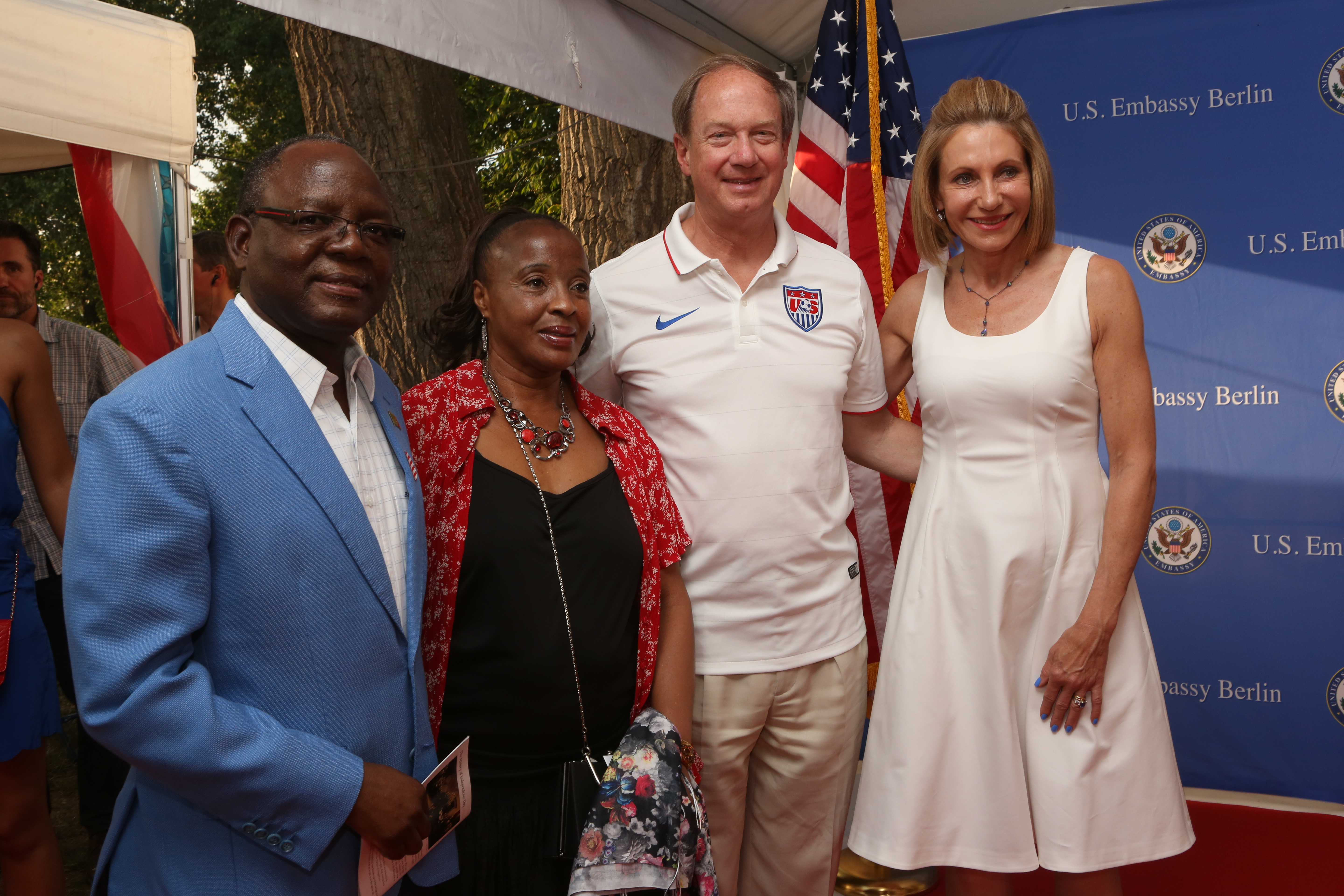
Bwalya Stanley Kasonde Chiti (links), 2015

Bwalya Stanley Kasonde Chiti (* 11. April 1954 in Kabwe) ist ein sambischer Diplomat und Politiker.

## Leben
Er studierte an der Universität von Sambia und erwarb hier 1977 einen Bachelor-Abschluss in Rechtswissenschaften. Er arbeitete in der Rechtshilfeabteilung und für den Generalstaatsanwalt. 1978 wurde er als Rechtsanwalt zugelassen und arbeitete in der Kanzlei Cave Malik and Company insbesondere in den Bereichen Handels- und Familienrecht. 1980 wechselte er zur Versicherungsgesellschaft Zambia State Insurance Corporation und war vor allem mit Fragen Pensionsverwaltung, Risikomanagement und Unternehmensführung befasst. Diese Funktion versah er bis 1987. Ab 1981 war er als Anwalt auch am Obersten Gerichtshof Sambias zugelassen. 1987 kam er zur National Import and Export Corporation und sammelte Erfahrungen im Handel- und Vertriebsmanagement.
Im Jahr 1993 gründete er als Rechtsanwalt die Partnerschaft Chiti and Partners. Zugleich gründete und entwickelte er Unternehmen und Projekte unter anderem in den Bereichen Tourismus, Kommunikation, Versicherungs- und Finanzdienstleistungen, Steinbrüche und Materialversorgung. Er ist Vorsitzender bzw. Direktor in verschiedenen Unternehmen.
Für den Wahlkreis Mpika zog er 2003 für die sozialdemokratisch ausgerichtete Movement for Multi-Party Democracy in die Nationalversammlung Sambias ein. Außerdem wurde er Mitglied des Panafrikanischen Parlaments.
Im März 2012 wurde er sambischer Botschafter in Deutschland. Nebenakkreditierungen erfolgten für Bosnien und Herzegowina, Kroatien, Nordmazedonien, Österreich, Polen, Slowakei, Slowenien, Tschechien, Türkei und Ungarn.

## Persönliches
Bwalya Stanley Kasonde Chiti ist verheiratet und Vater von sechs Kindern.